# Archieparchia kijowska (1596–1839)

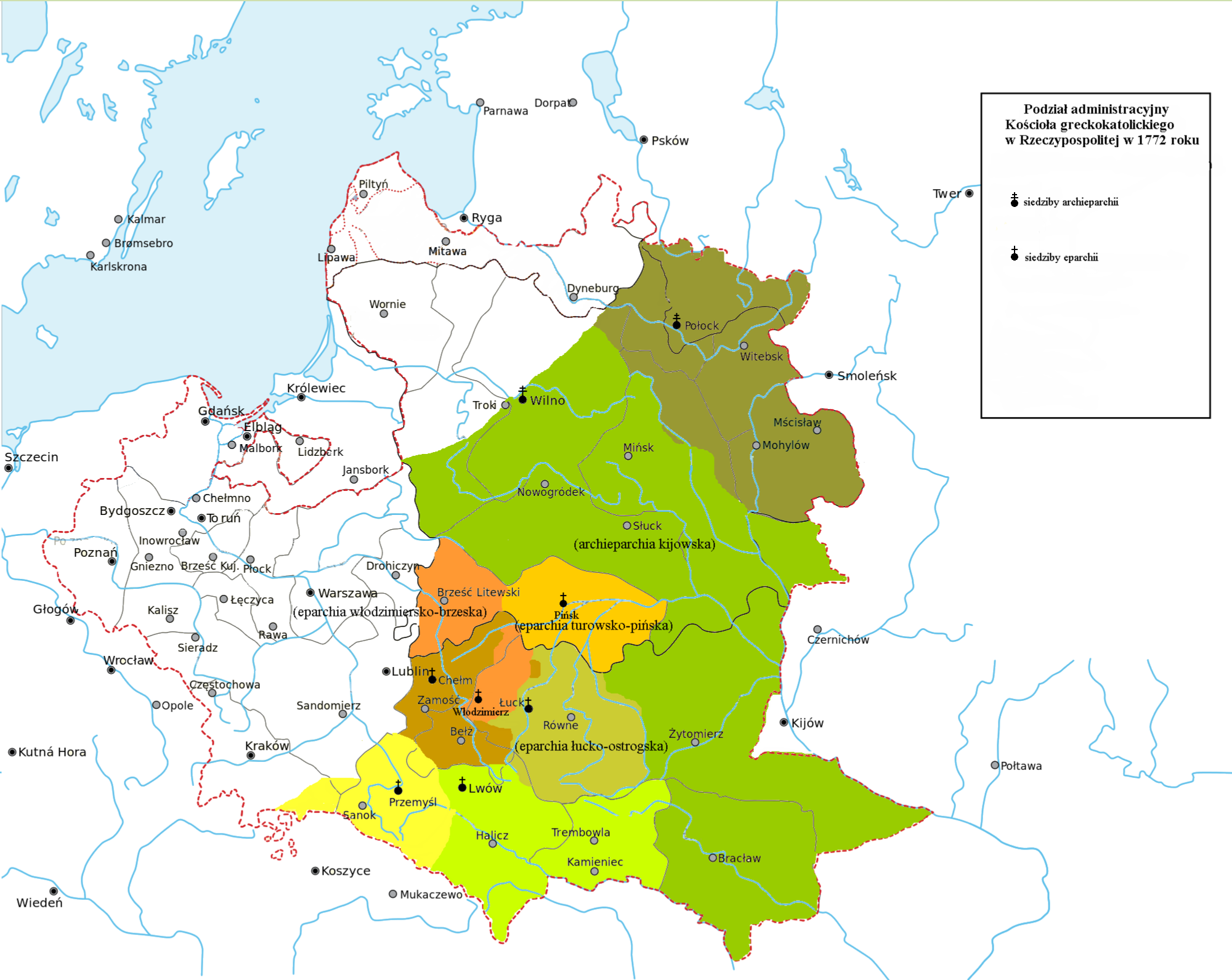
Podział administracyjny Kościoła greckokatolickiego w Polsce w 1772 roku

Archieparchia kijowska – unicka eparchia metropolitalna powstała w 1596 w wyniku przystąpienia prawosławnej metropolii kijowskiej do unii brzeskiej. Zlikwidowana w 1839 na synodzie połockim. W 1790 metropolita Teodozy Rostocki zasiadł w polskim senacie. 
Obszar 
W końcu XVI w. obejmowała województwa kijowskie, nowogródzkie, mińskie, wileńskie, trockie i Żmudź. 

## Sufraganie
W roku 1702 sufraganiami archieparchii kijowskiej były: 
- eparchia chełmsko-bełska.
- eparchia lwowsko-halicka,
- eparchia łucko-ostrogska,
- eparchia pińsko-turowska,
- archieparchia połocka,
- eparchia przemysko-samborska,
- eparchia włodzimiersko-brzeska.

## Arcybiskupi metropolici
- 1596–1599 Michał Rahoza
- 1600–1613 Hipacy Pociej
- 1613–1637 Józef Welamin Rutski
- 1637–1640 Rafał Korsak
- 1641–1655 Antoni Sielawa
- 1655–1674 Gabriel Kolenda
- 1674–1693 Cyprian Żochowski
- 1694–1708 Lew Ślubicz-Załęski
- 1708–1713 Jerzy Winnicki
- 1714–1728 Leon Kiszka
- 1728–1746 Atanazy Szeptycki
- 1748–1762 Florian Hrebnicki
- 1762–1778 Felicjan Filip Wołodkowicz
- 1778–1779 Leon Ludwik Szeptycki
- 1780–1788 Jason Junosza Smogorzewski
- 1788–1805 Teodozy Rostocki
- 1806–1809 Herakliusz Lisowski
- 1809–1814 Grzegorz Kochanowicz
- 1817–1838 Jozafat Bułhak

Biskupi koadiutorzy
- 1631–1637 Rafał Korsak
- 1671–1674 Cyprian Żochowski
- 1756–1762 Felicjan Filip Wołodkowicz
- 1762–1778 Leon Ludwik Szeptycki
- 1781–1784 Gedeon Horbacki

Biskupi pomocniczy
- 1792–1798 Adrian Butrymowicz